# Lake Ontario
Lake Ontario er en af de fem store Søer i Nordamerika som udgør Great Lakes.
43°42′N 77°54′V / 43.7°N 77.9°V
|  | Infoboks uden skabelon Denne artikel har en infoboks dannet af en tabel eller tilsvarende. |